# Сороківка
Сорокі́вка — село в Україні, у Вільхівській сільській громаді Харківського району Харківської області. Населення становить 457 осіб. До 2020 орган місцевого самоврядування — Вільхівська сільська рада.
На сході села є мікрорайон Сороківка-2, що через помилку картографів помилково вважався окремим населеним пунктом «Радгоспне».

## Географія
Село Сороківка знаходиться на березі річки Роганка, вище за течією на відстані 1 км розташоване село Верхня Роганка, нижче за течією примикає село Вільхівка.

## Історія
Село вперше згадується у 1821 році.
У 1829 році в селі Сороківка була збудована Успенська церква.
12 червня 2020 року, розпорядженням Кабінету Міністрів України № 725-р «Про визначення адміністративних центрів та затвердження територій територіальних громад Харківської області», увійшло до складу Вільхівської сільської громади.
19 липня 2020 року, в результаті адміністративно-територіальної реформи та ліквідації Харківського району(1923—2020), село увійшло до складу новоутвореного Харківського району.

## Економіка
- ТОВ "Здравофарм" — виробник ліків.[5][6]

## Відомі уродженці
- Барсуков Степан Данилович (1872-?) — російський оперний співак (тенор) і педагог українського походження.

## Загинули у боях за село
- Невар Сергій Федорович (1986—2022) — старший солдат Збройних Сил України, учасник російсько-української війни, що загинув у ході російського вторгнення в Україну в 2022 році.